# Padiando
Padiando ou Podiando (em grego: Παδυανδός), também referida como Paduando, Podando ou Padando (Πόδανδος), e aparentemente corrompida em fontes antigas como Opadanda, Opodando e Regepodando, foi uma antiga cidade da Cataônia, na porção mais setentrional da Capadócia, na atual Turquia. Localizava-se aproximadamente a 40 km a sudeste de Faustinópolis, próximo ao passo do Montes Tauro conhecido pelo nome de Portas Cilicianas. Devido a similaridade do nome, tradicionalmente Padiando é associada a Pozantı, uma vila situada 95 km a noroeste de Adana, uma posição que estudiosos modernos apenas aceitam como uma hipótese.
Estendida pelo imperador Valente (r. 364–378), a cidade é mencionada nos Itinerários, mas seu nome assumiu diferentes formas: Paduando na Tabula Peutingeriana, Podando no Itinerário de Antonino, Mânsio Opodanda no Itinerário Burdigalense e Regepodando na obra de Hiérocles. A localidade é descrita por Basílio de Amaseia (Epístola 74) como um dos buracos mais miseráveis da Terra. Segundo Constantino VII Porfirogênito (r. 913–959), Jorge Cedreno e João Escilitzes, seu nome derivou de um pequeno córrego da vizinhança.